# Frans Hals Museum

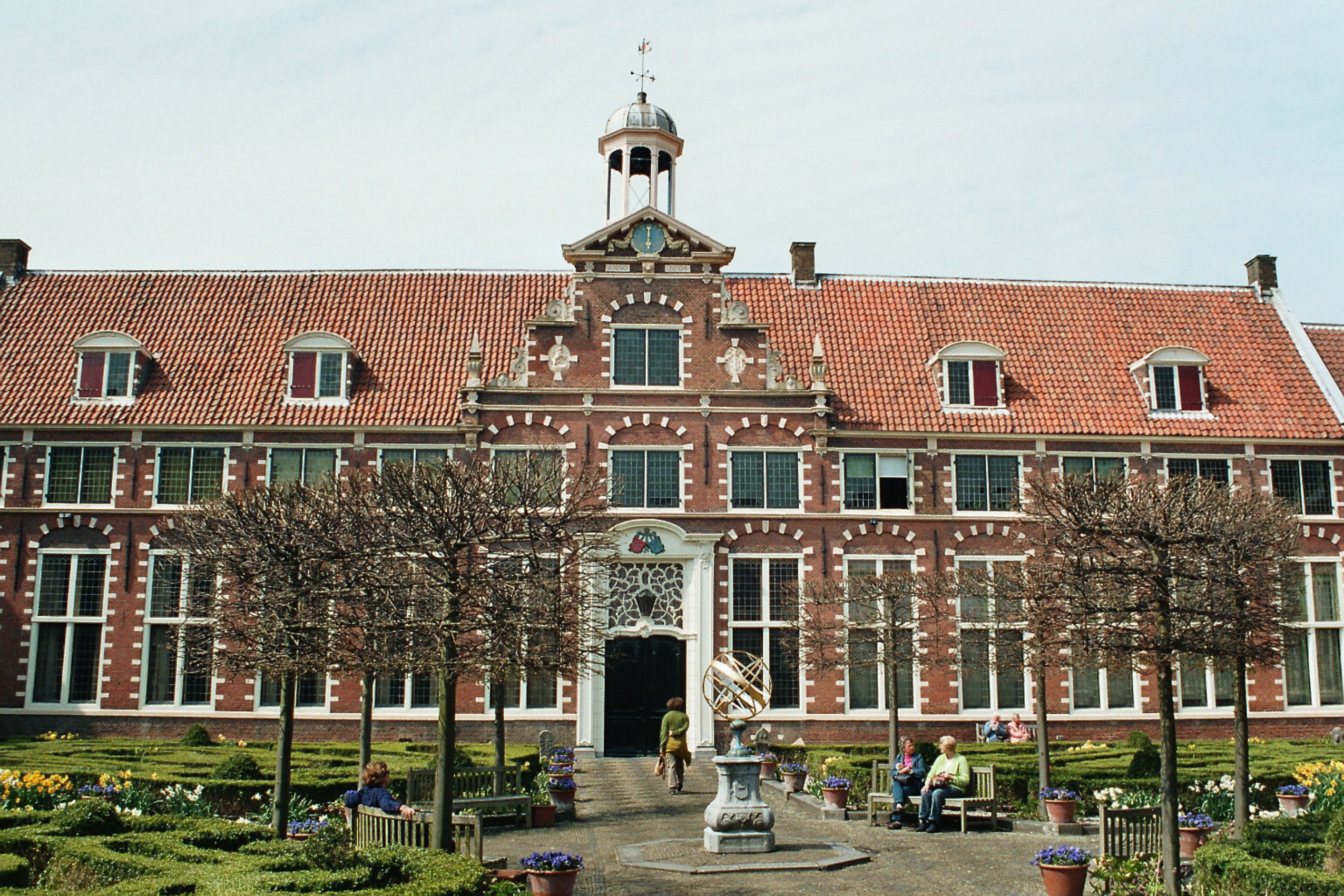
Frans Hals Museum en de binnentuin

Het Frans Hals Museum (vroeger Stedelijk Museum van Haarlem) is een Nederlands museum in de Noord-Hollandse stad Haarlem, opgericht in 1862, dat bekendstaat als het kunstmuseum van Haarlem. De collectie is gebaseerd op de rijke verzameling van de stad zelf, die vanaf de 16de eeuw is opgebouwd. Het museum bezit honderden schilderijen, waaronder meer dan een dozijn van Frans Hals, aan wie het museum zijn naam dankt. Het Frans Hals Museum heeft twee historische locaties in de Haarlemse binnenstad: de hoofdlocatie aan het Groot Heiligland en Locatie Hal aan de Grote Markt, samengesteld uit de naast elkaar gelegen 17de-eeuwse Vleeshal en 19de-eeuwse Verweyhal. Aan het Groot Heiligland staat het 17de-eeuwse Oudemannenhuis met regentenkamers. Hier bevinden zich de schilderijen van Frans Hals en andere oude, moderne en hedendaagse kunst en het museumcafé. In Locatie Hal worden regelmatig tentoonstellingen met moderne en hedendaagse kunst georganiseerd.

## Geschiedenis
Het begin van de collectie van de stad Haarlem werd gevormd in 1581, vlak na de Reformatie, toen Haarlem van de Staten van Holland alle goederen van de katholieke kloosters en andere katholieke instellingen in Haarlem kreeg.
In 1590 schilderde Cornelis Cornelisz van Haarlem in opdracht van het stadsbestuur vier grote schilderijen voor het Prinsenhof, een onderdeel van het Stadhuis van Haarlem. Drie van de vier hangen in het Frans Hals Museum. Toen in 1625 de laatste broeder van het belangrijke Sint-Jansklooster overleed, kwam een deel van de kunstwerken van het klooster in handen van de stad, waaronder Jan van Scorels De doop van Christus in de Jordaan.
In 1797 werden de schutterijen opgeheven. Negen grote schuttersstukken uit de verenigingsgebouwen werden in het stadhuis in veiligheid gebracht. Vier van de negen waren geschilderd door Frans Hals, de overige door Pieter de Grebber en anderen.
In 1862 opende het Stedelijk Museum van Schilderijen en Oudheden zijn deuren. Het werd gevestigd in het stadhuis, dat hiervoor werd uitgebreid met een aantal museumzalen aan het Prinsenhof. Er werden 123 schilderijen getoond. De verzameling werd gestaag uitgebreid met schenkingen en een groot bruikleen van het Sint Elisabeth Gasthuis. In die tijd kende het museum beroemde bezoekers: Claude Monet, Max Liebermann, James McNeill Whistler en anderen bezochten het museum om de werken van Frans Hals te bestuderen.
De collectie werd flink uitgebreid door de in 1875 opgerichte Vereeniging tot uitbreiding der Verzameling van Kunst en Oudheden, dusdanig dat de collectie te groot werd en een eigen gebouw verdiende. In 1913 verhuisde het museum naar het voormalige Oudemannenhuis aan het Groot Heiligland,  nu bekend als hof.  Het werd genoemd naar Haarlems beroemdste kunstenaar: Frans Hals. Sindsdien is de collectie uitgebreid door legaten, schenkingen en aankopen, de laatste mede dankzij de steun van de Vereniging van Vrienden van het Frans Hals Museum en andere instellingen.
In de jaren na de Tweede Wereldoorlog kwam onder directeur H.P. Baard de nadruk te liggen op de kunstverzameling en minder op de objecten die de geschiedenis van de stad Haarlem weergaven. Zij verdwenen grotendeels naar het depot. Ook werd onder leiding van de naast Baard aangestelde Daan Schwagermann een gericht aankoopbeleid voor moderne kunst gevoerd.    
Verzelfstandiging
In 2009 werd het museum verzelfstandigd in de Stichting Frans Hals Museum De Hallen, waarbij de collectie en de gebouwen in eigendom bleven van de gemeente Haarlem en andere bruikleengevers. Vanaf 2015 was er een structureel geldtekort, doordat de gemeentelijke bijdrage relatief laag was en gesprekken daarover op niets waren uitgelopen. Uitgevoerde kostenbesparingen leverden te weinig op, waarna in 2019 acuut gevaar voor een faillissement ontstond. Aan het eind van dat jaar verscheen een extern rapport dat analyseerde dat de gemeentelijke bijdrage ver achterbleef bij wat vergelijkbare musea in andere Nederlandse gemeenten ontvingen. De gemeente besloot met een eenmalige extra subsidie het museum tegemoet te komen en verder in gesprek te gaan over een structurele oplossing. In april 2021 werd bekendgemaakt dat "een eerste stap" was gemaakt "naar een duurzame exploitatie" en dat "het museum kan rekenen op financiële steun vanuit de gemeente en een aangescherpte opdracht". Drie maanden later kondigde directeur Ann Demeester haar vertrek aan naar het Kunsthaus Zürich.

## Huisvesting
Het museum bestaat uit twee locaties. Het Oudemannenhuis, de hoofdlocatie, werd in 1913 stevig onder handen genomen en uitgebreid. De vleugels van het regelmatig aangepaste gebouw werden gesloopt en in vroeg-17de-eeuwse stijl weer opgebouwd naar een ontwerp van stadsarchitect L.C. Dumont. De oorspronkelijke plattegrond, de toegangspoort en het hoofdgebouw bleven gehandhaafd. Op 14 mei 1913 werd het museum geopend.
In 1961 werd de Vishal als tentoonstellingsruimte aan het Frans Hals Museum toegevoegd. In 1967 volgde de Vleeshal. In 1993 is de Vishal verzelfstandigd als expositieruimte en werd de Verweyhal aangekocht, die sindsdien samen met de aangrenzende Vleeshal de museumlocatie Hal vormt waar tijdelijke moderne en hedendaagse kunsttentoonstellingen te zien zijn.

## Collectie
De collectie van het museum heeft een omvang van 17.000 objecten, waarvan ongeveer de helft moderne kunst. Het museum beheert ongeveer 800 schilderijen uit de Nederlandse 17de eeuw. De collectie omvat verder zilver- en glaswerk en meubelen. Het depot, evenals het restauratieatelier, bevindt zich op de zolders. De klimatologische omstandigheden waren zo slecht dat het museum in 2005 overwoog twee schilderijen te verkopen om een extern depot te kunnen financieren. Dit leidde tot afwijzende reacties bij onder anderen de staatssecretaris van Cultuur en ook de erven bleken niet op de hoogte. Na een  asbestsanering in 2011 kwam er enige verbetering in de toestand, maar het structurele geldgebrek bleef bestaan. 

#### Frans Hals
Frans Hals behoort met Rembrandt en Vermeer tot de meest beroemde en vernieuwende schilders van de Hollandse 17de eeuw. Hij gaat door als een van de beste portretschilders aller tijden. Zijn vlot geschilderde, levendige portretten inspireren al eeuwenlang bezoekers en kunstenaars. Bekende moderne kunstenaars zoals Manet en Van Gogh reisden zelfs naar Haarlem om zijn groepsportretten van schutters en regenten te bewonderen. 
Frans Hals werd in 1582/1583 geboren in Antwerpen, maar groeide op in Haarlem. In 1610 werd Hals lid van het plaatselijke Sint-Lucasgilde voor kunstenaars. 
Zijn losse toets viel in de smaak en leverde hem tal van opdrachten voor portretten op. In 1616 voltooide Hals zijn eerste grote groepsportret: het schuttersstuk van de Sint-Jorisschutterij. Hij kreeg nog vier opdrachten voor schuttersstukken. Op de De magere compagnie na hangen ze allemaal in het Frans Hals Museum.

### Haarlemse schilderkunst
De schilderijen van Frans Hals, van zijn voorgangers, zijn leerlingen, zijn collega's én zijn concurrenten bieden een overzicht van de Haarlemse schilderkunst in de 17de eeuw. In het begin van de 17de eeuw waren er enkele schilders in Haarlem, waaronder Jan van Scorel, Maarten van Heemskerck en later Cornelis Cornelisz van Haarlem, Hendrick Goltzius en Karel van Mander, die de schilderkunst in Haarlem op hoog niveau brachten.
Van al die verschillende genres zijn in het Frans Hals Museum voorbeelden te vinden: portretten van Frans Hals, landschappen van Jacob van Ruisdael, werken van Jan Steen, “ontbijtjes” van Floris van Dijck – stuk voor stuk hoogtepunten van de 17de eeuw. Tot de kunstschilders van wie werk permanent te zien is in het Frans Hals Museum behoren:
- Adriaen Brouwer, 1605-1638
- Bartholomeus van der Helst, 1613-1670
- Cornelis Claesz. van Wieringen, 1580-1633
- Cornelis van Haarlem, 1562-1638
- Dirck Hals, 1591-1656
- Floris van Dyck, 1575-1651
- Frans Hals, 1582-1666
- Gerrit Berckheyde, 1638-1698
- Hendrick Goltzius, 1558-1617
- Hendrik Cornelisz. Vroom, 1566-1640
- Jacob van Ruisdael, 1628-1682
- Jan de Bray, 1627-1697
- Jan Miense Molenaer, 1610-1668
- Jan Steen, 1625-1679
- Jan van Scorel, 1495–1562
- Johannes Verspronck, 1597-1662
- Judith Leyster, 1609-1660
- Karel van Mander, 1548-1606
- Maarten van Heemskerck, 1498-1574
- Nicolaes Berchem, 1622-1683
- Pieter Claesz., 1597-1660
- Pieter Saenredam, 1597-1665
- Salomon de Bray, 1597-1664
- Salomon van Ruysdael, 1600-1670
- Willem Claesz. Heda, 1594-1680

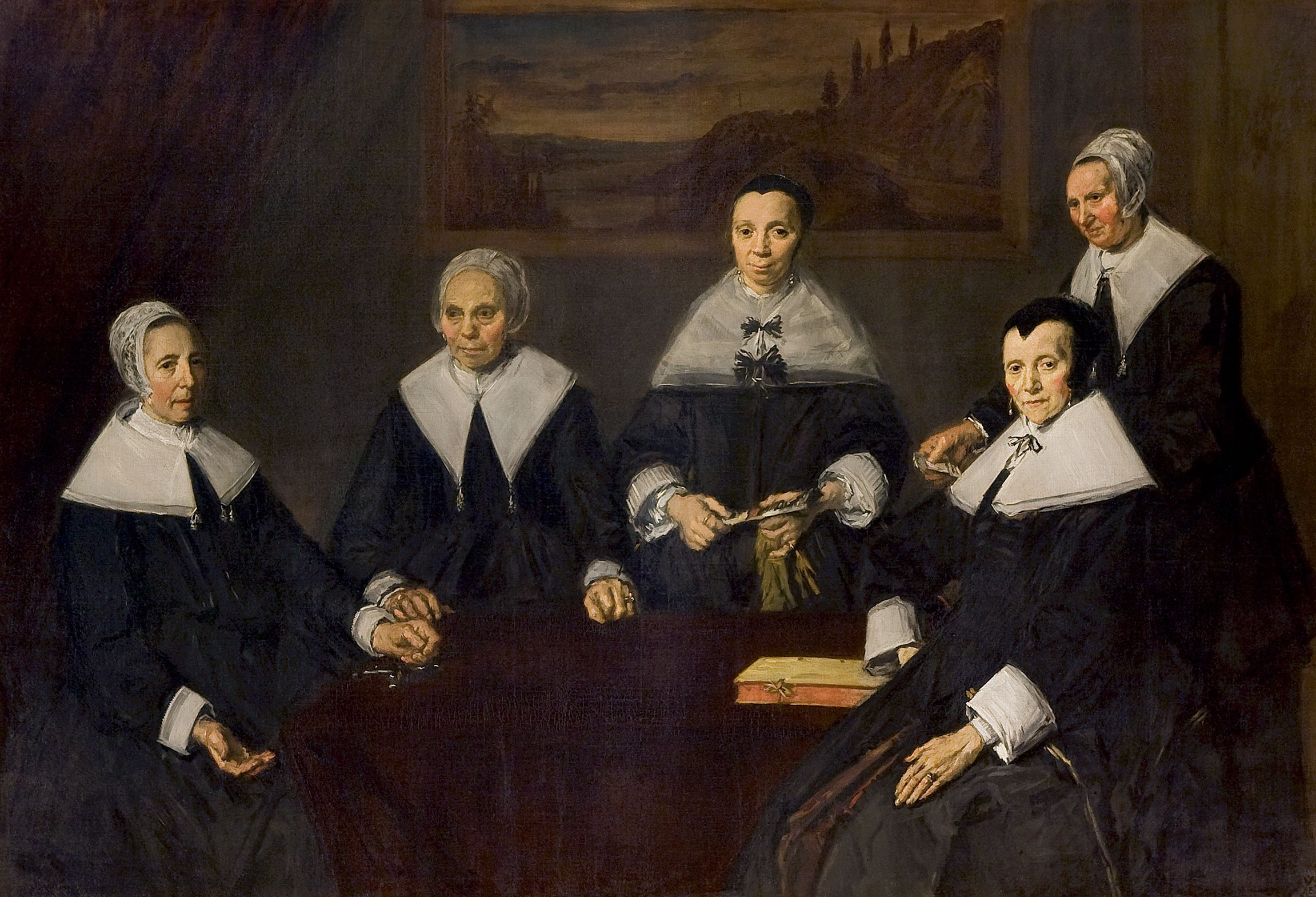
Frans Hals, Regentessen van het Oudemannenhuis, ca. 1664, Frans Hals Museum, Haarlem.
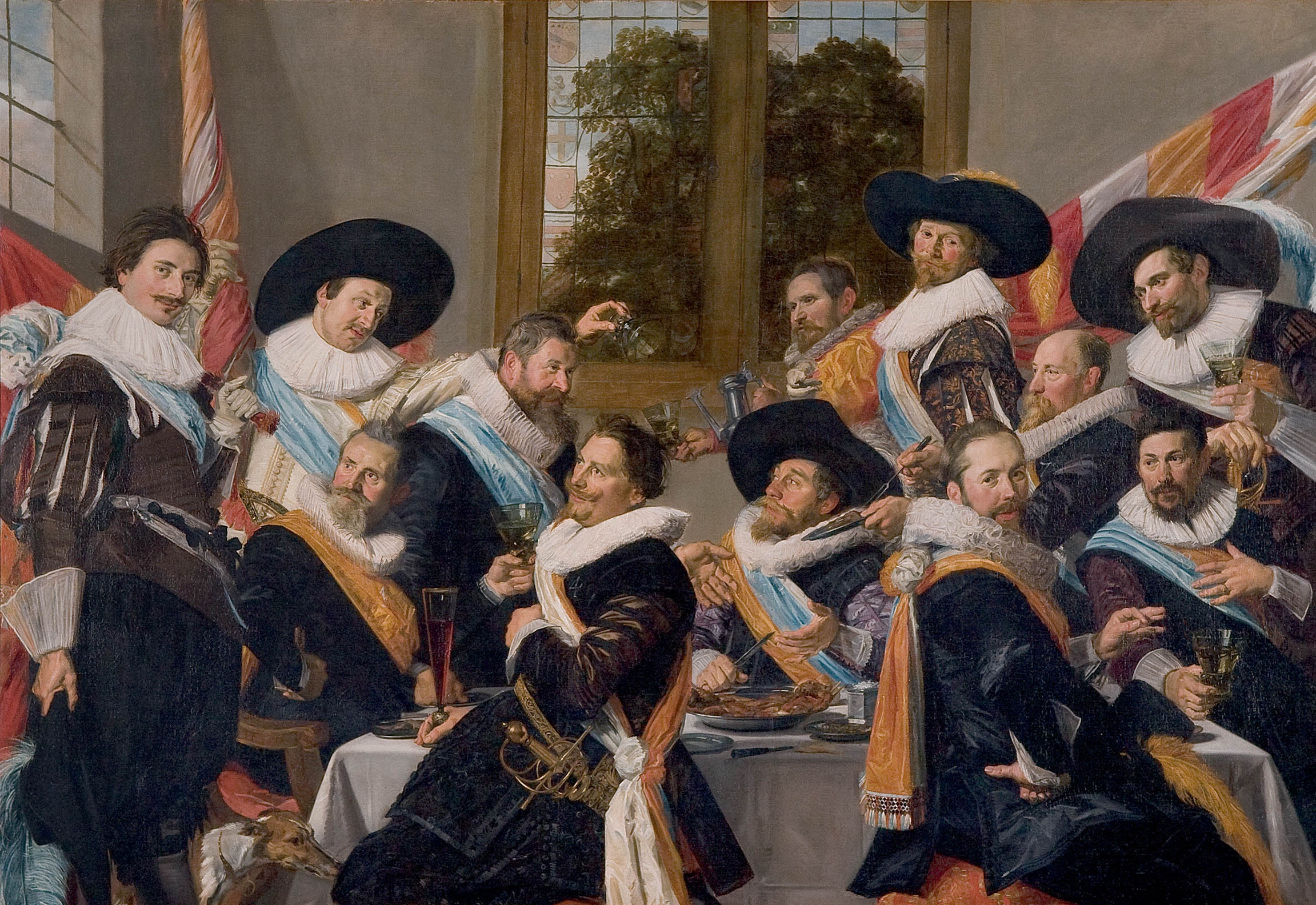
Frans Hals, Feestmaal van officieren van de Cluveniersschutterij, 1627, Frans Hals Museum, Haarlem.
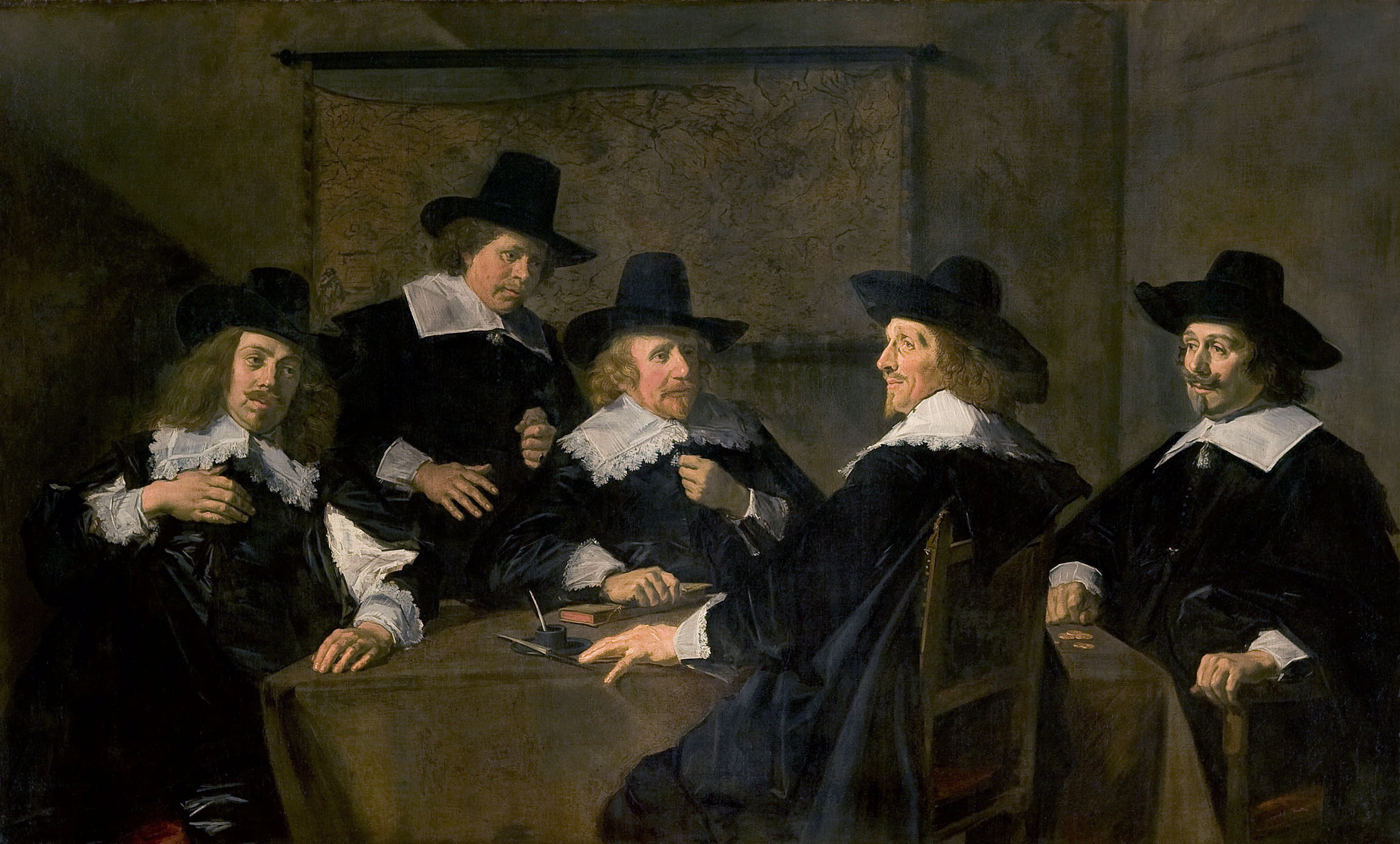
Frans Hals, Regenten van het St. Elisabeths Gasthuis, ca. 1641, Frans Hals Museum, Haarlem.
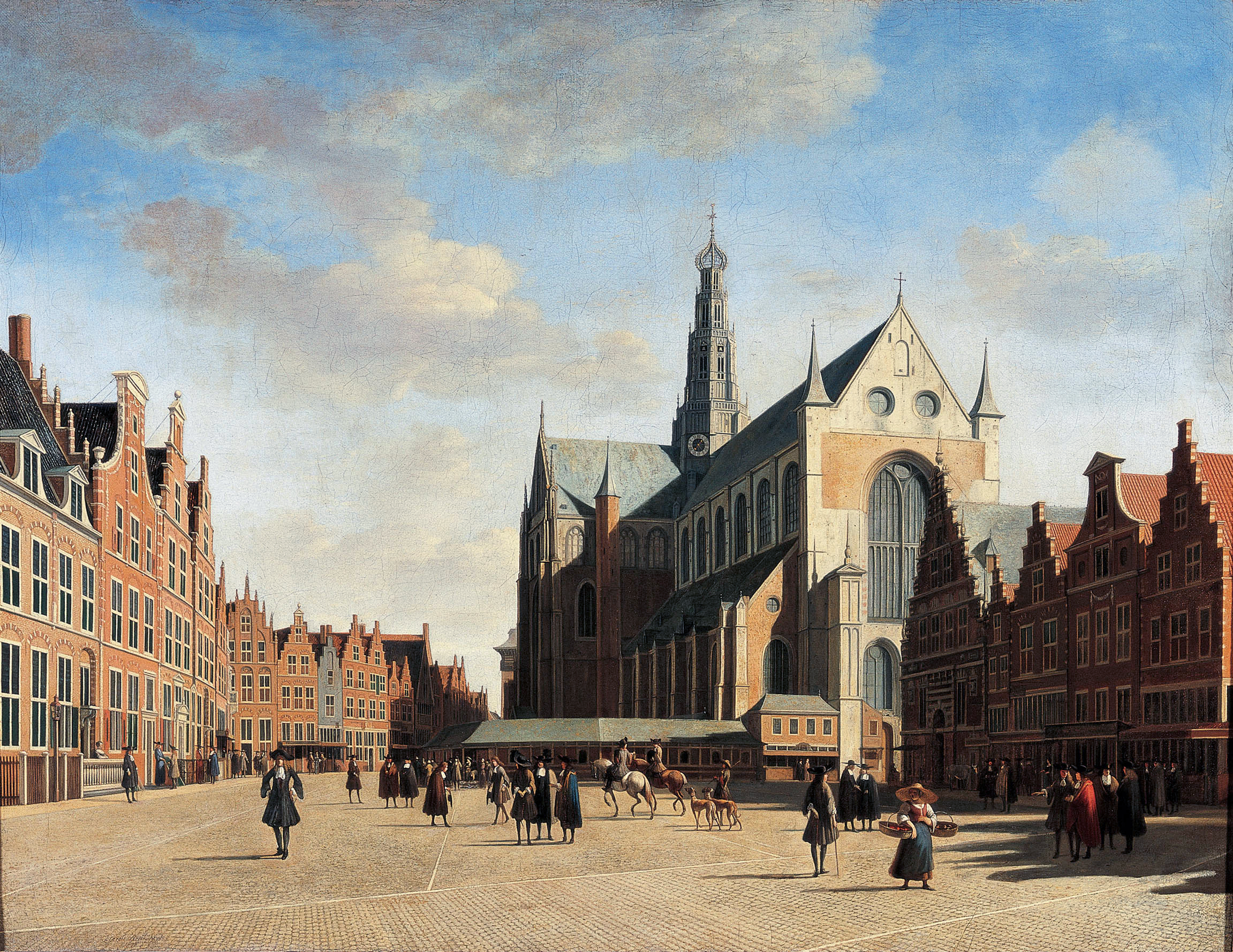
Gerrit Adriaensz Berckheyde, De Grote Markt te Haarlem met de Grote of St. Bavokerk, 1696, Frans Hals Museum, Haarlem.
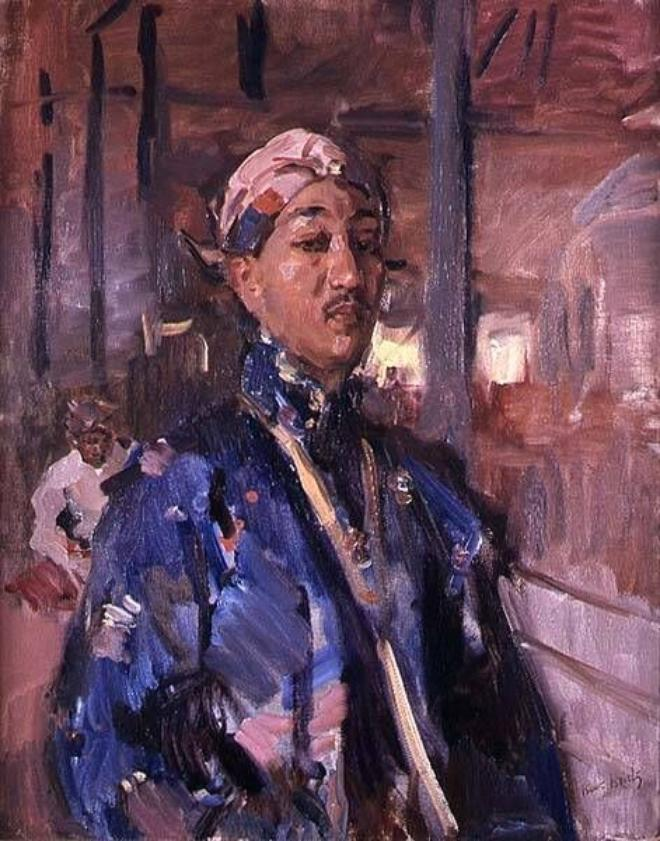
Isaac Lazarus Israels, Portret van Mangkunegara VII, een Javaans heerser, 1922, Frans Hals Museum, Haarlem.
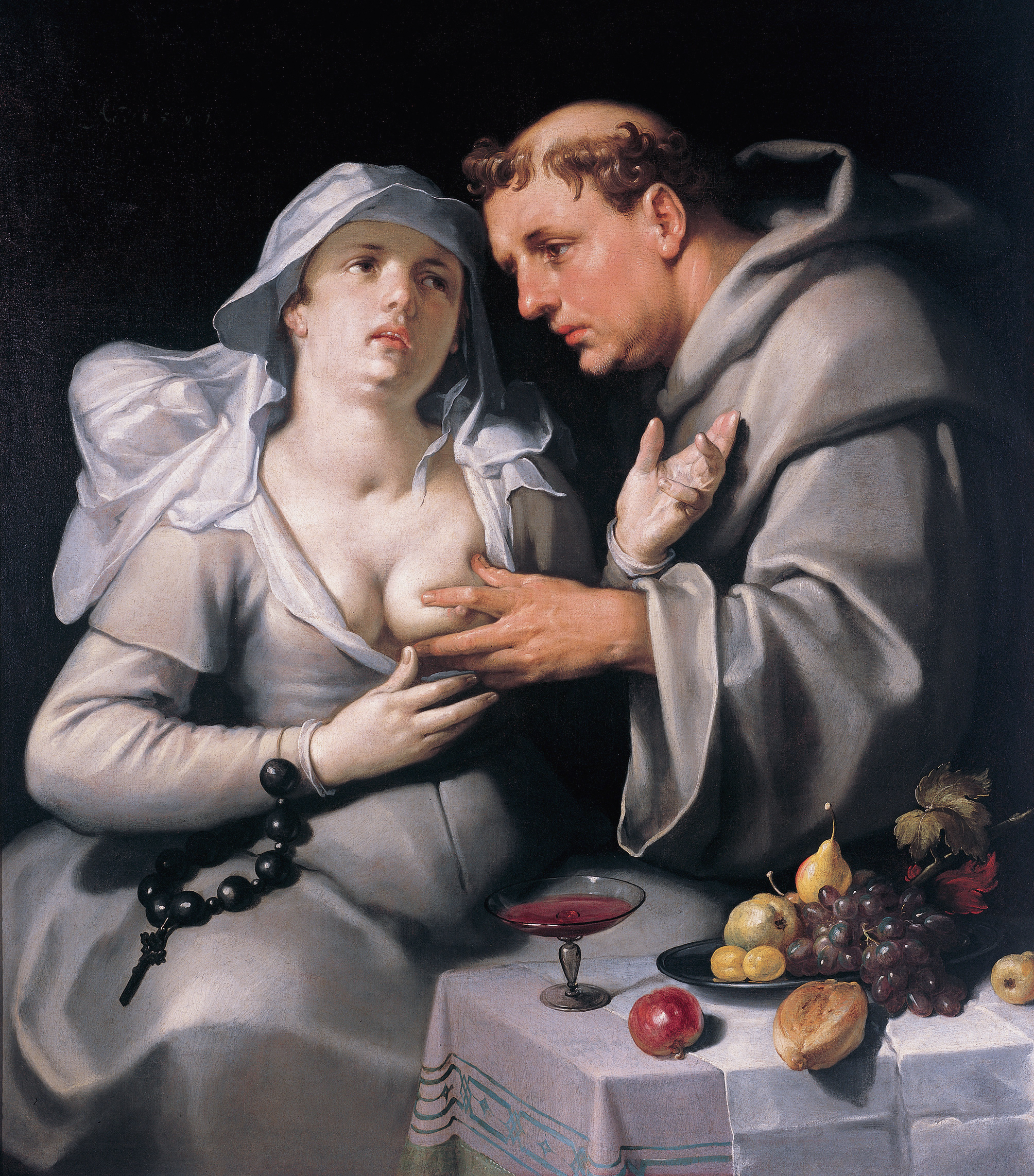
Cornelis Cornelisz. van Haarlem, Een monnik en een begijn, 1590, Frans Hals Museum, Haarlem.
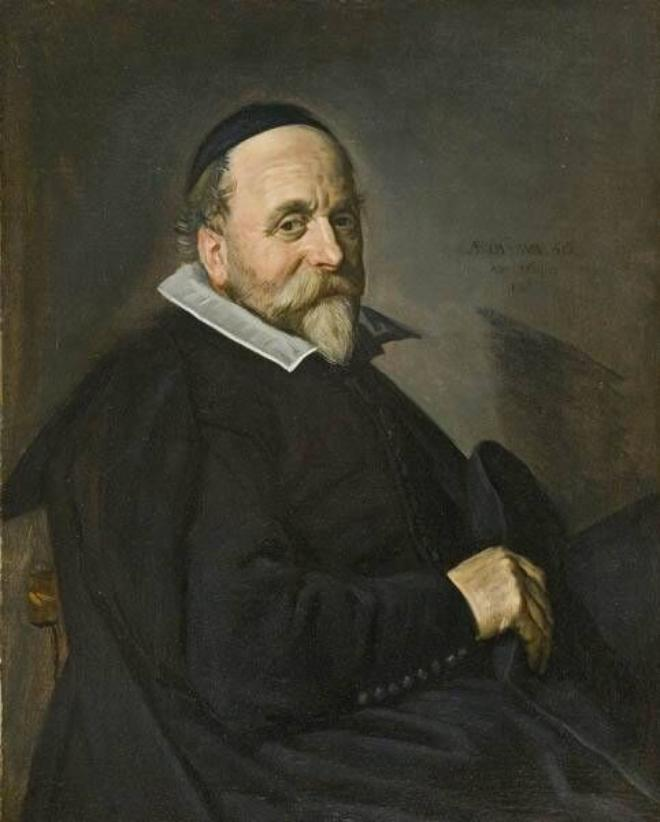
Frans Hals, Portret van een man, mogelijk Gerrit Jansz van Santen, 1640, Frans Hals Museum, Haarlem.
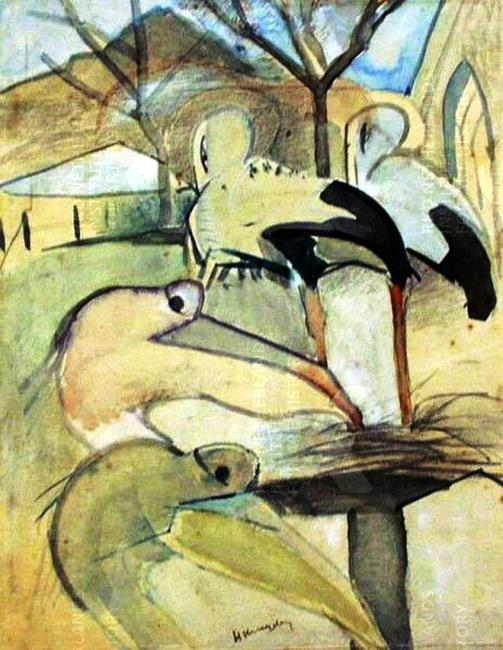
Herman Kruyder, Pelikanen, ± 1920, Frans Hals Museum, Haarlem.

### Moderne kunst
In de jaren na de Tweede Wereldoorlog groeide in het museum de aandacht voor eigentijdse kunst. In 1956 werd naast Baard een conservator voor moderne kunst aangesteld, Daan Schwagermann, die in 1960 adjunct-directeur werd en van 1970 tot 1975 directeur moderne kunst was. Hij probeerde systematisch te verzamelen om een overzicht te geven van de ontwikkelingen in de twintigste-eeuwse beeldende kunst. Het Museum Het huis van Looy aan de Kleine Houtweg had tot 1967 de rol van dependance voor moderne kunst. Het plan was de collectie moderne kunst van het Frans Hals Museum apart onder te brengen op de Grote Markt, met tentoonstellingsruimten in De Hallen: de Vishal (die later werd afgestoten), de Vleeshal en de Verweyhal.
De moderne kunstcollectie omvat meer dan 10.000 werken. Daaronder bevindt zich werk van Haarlemse schilders als Jacobus van Looy, Henri Boot en Kees Verwey en Nederlandse modernisten als Jan Toorop en Piet Mondriaan. Ook Herman Kruyder, die een tijd lang in Haarlem woonde, is in de collectie te vinden. In de collectie naoorlogse kunst bevindt zich werk van onder anderen CoBrA en kunstenaars uit de Nieuwe Figuratie. Naast schilder- en beeldhouwkunst werd in het laatste kwart van de twintigste eeuw ook eigentijds keramiek aan de collectie toegevoegd.
Na 2001 heeft het verzamelbeleid onder leiding van directeur Karel Schampers een meer internationaal karakter gekregen. Fotografie en bewegend beeld (film en video) werden toegevoegd. De fotografiecollectie bevat werk van onder meer Nan Goldin, Boris Mikhailov, Dana Lixenberg, Sarah Lucas en Bertien van Manen. De collectie bewegend beeld bevat werken van onder anderen Paul McCarthy, Andrea Fraser, Michel Auder, Erik van Lieshout, Joost Conijn, Guido van der Werve en Renzo Martens.

## Interieur

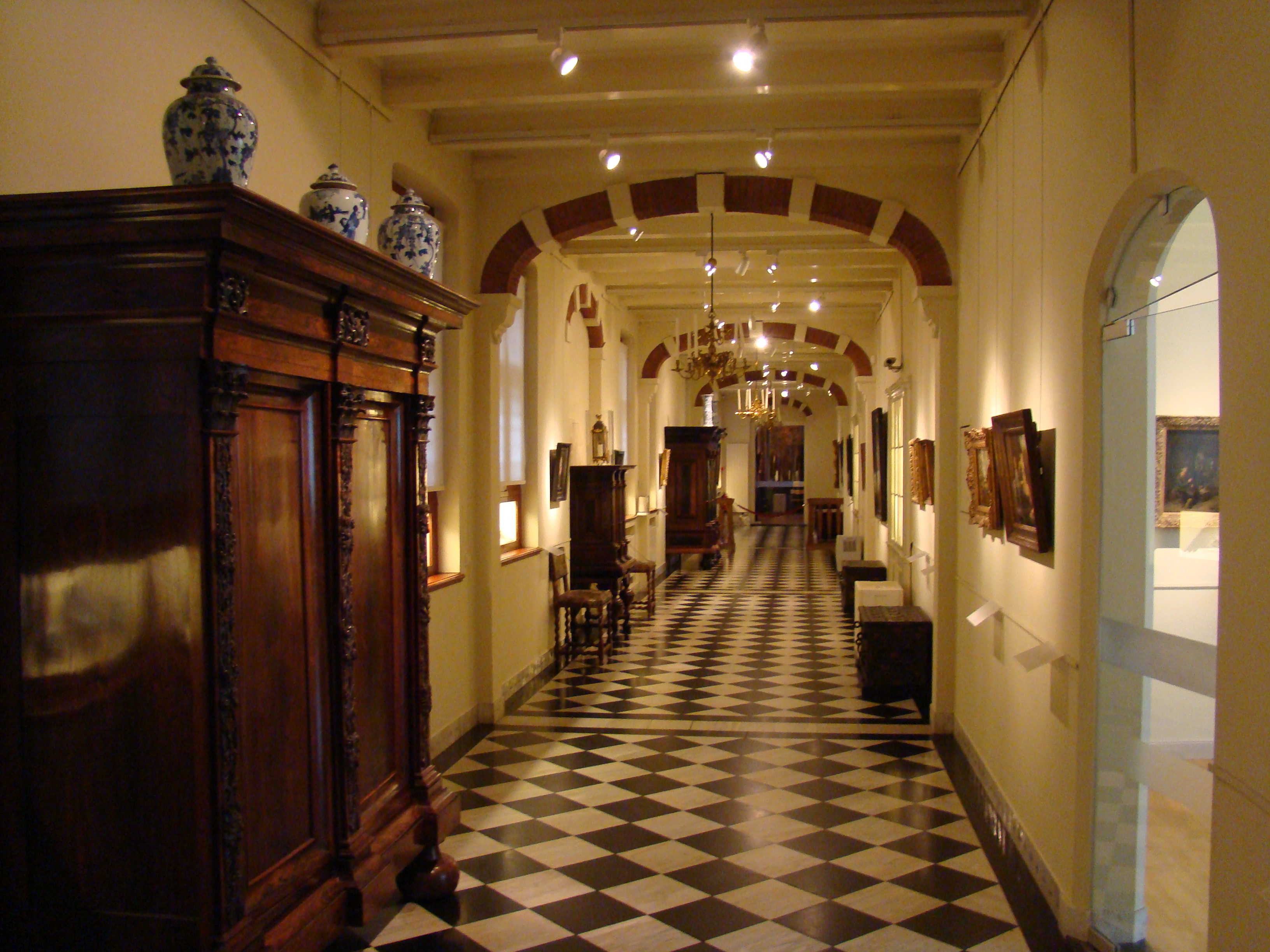
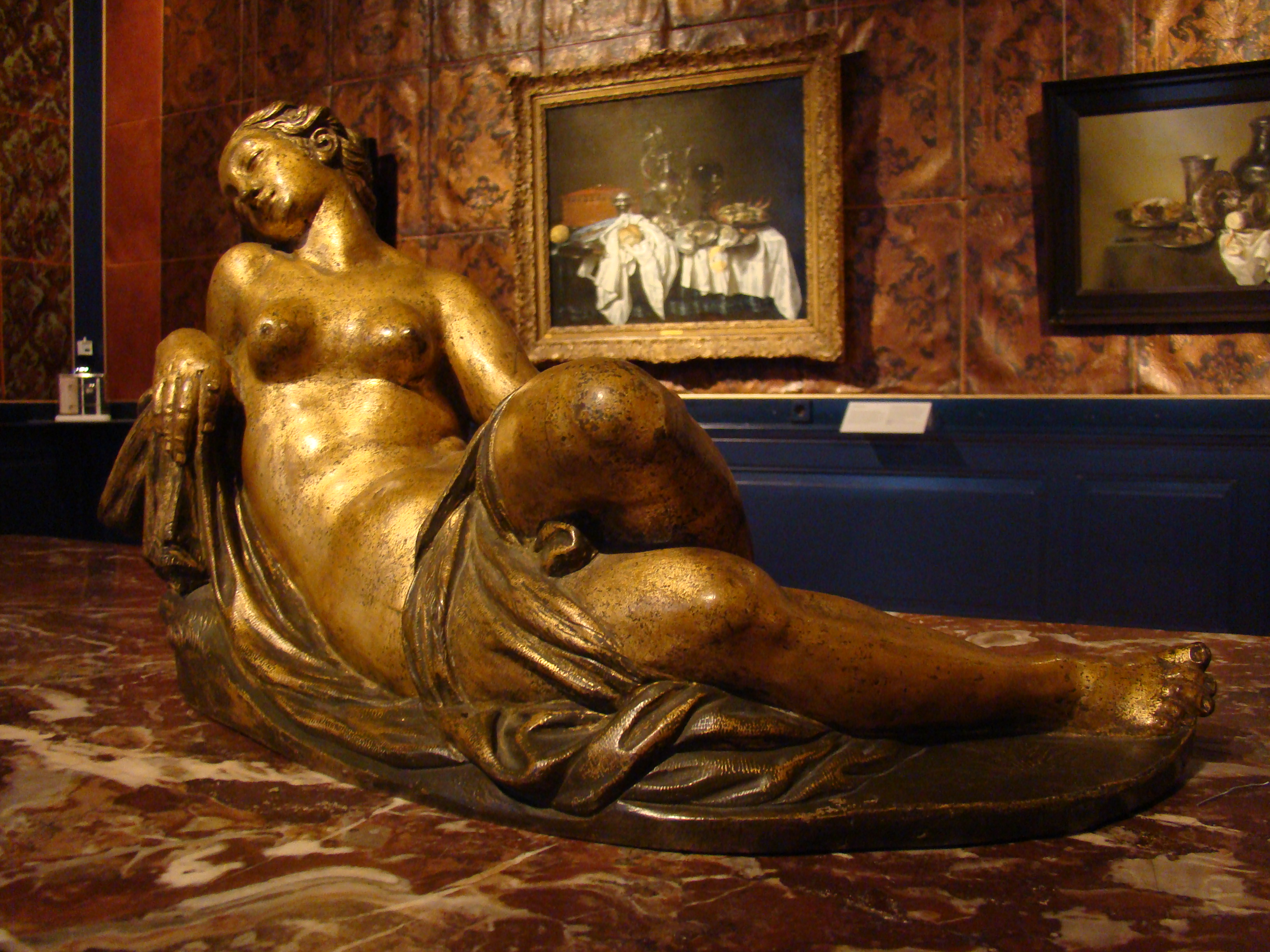
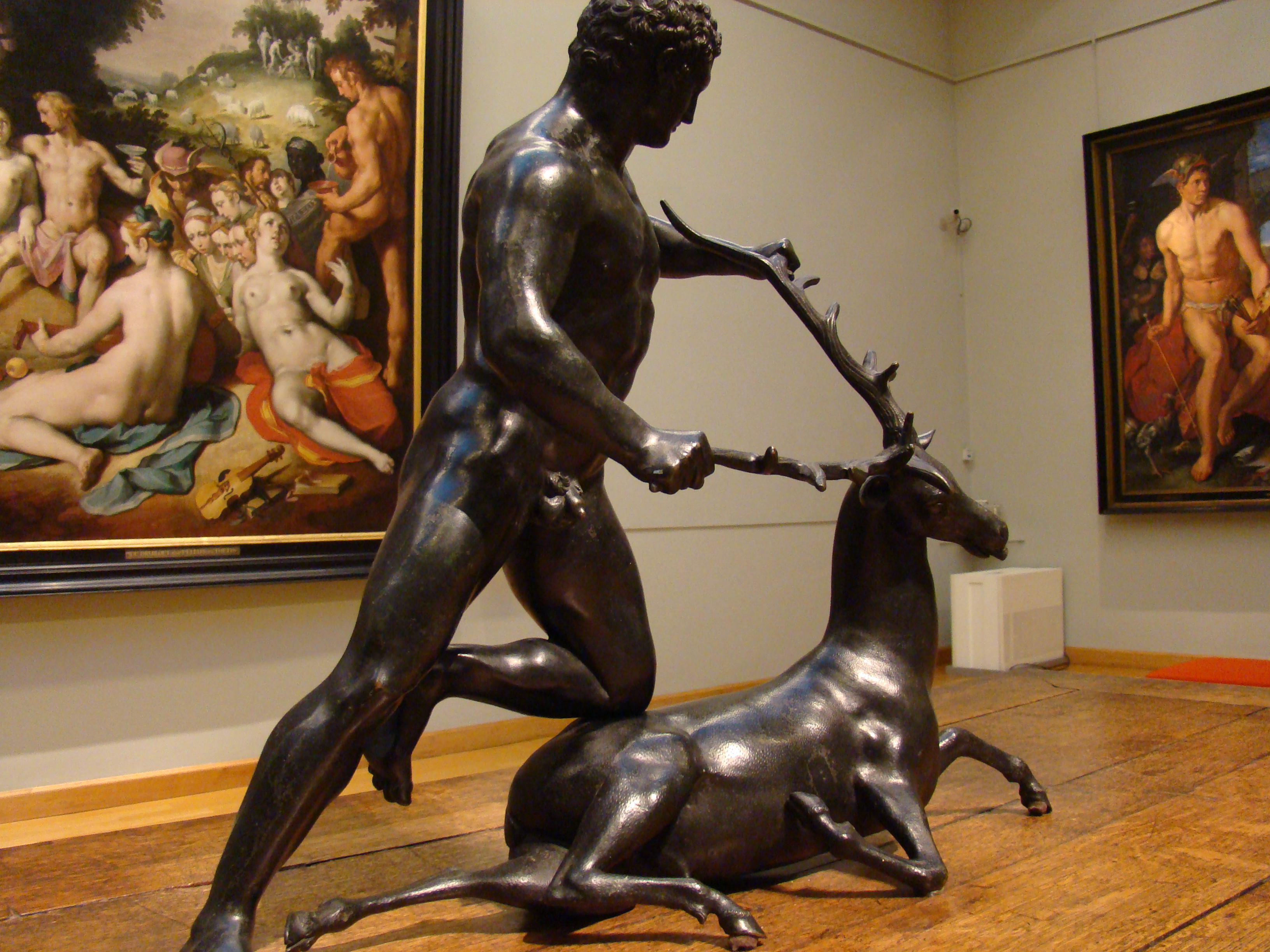
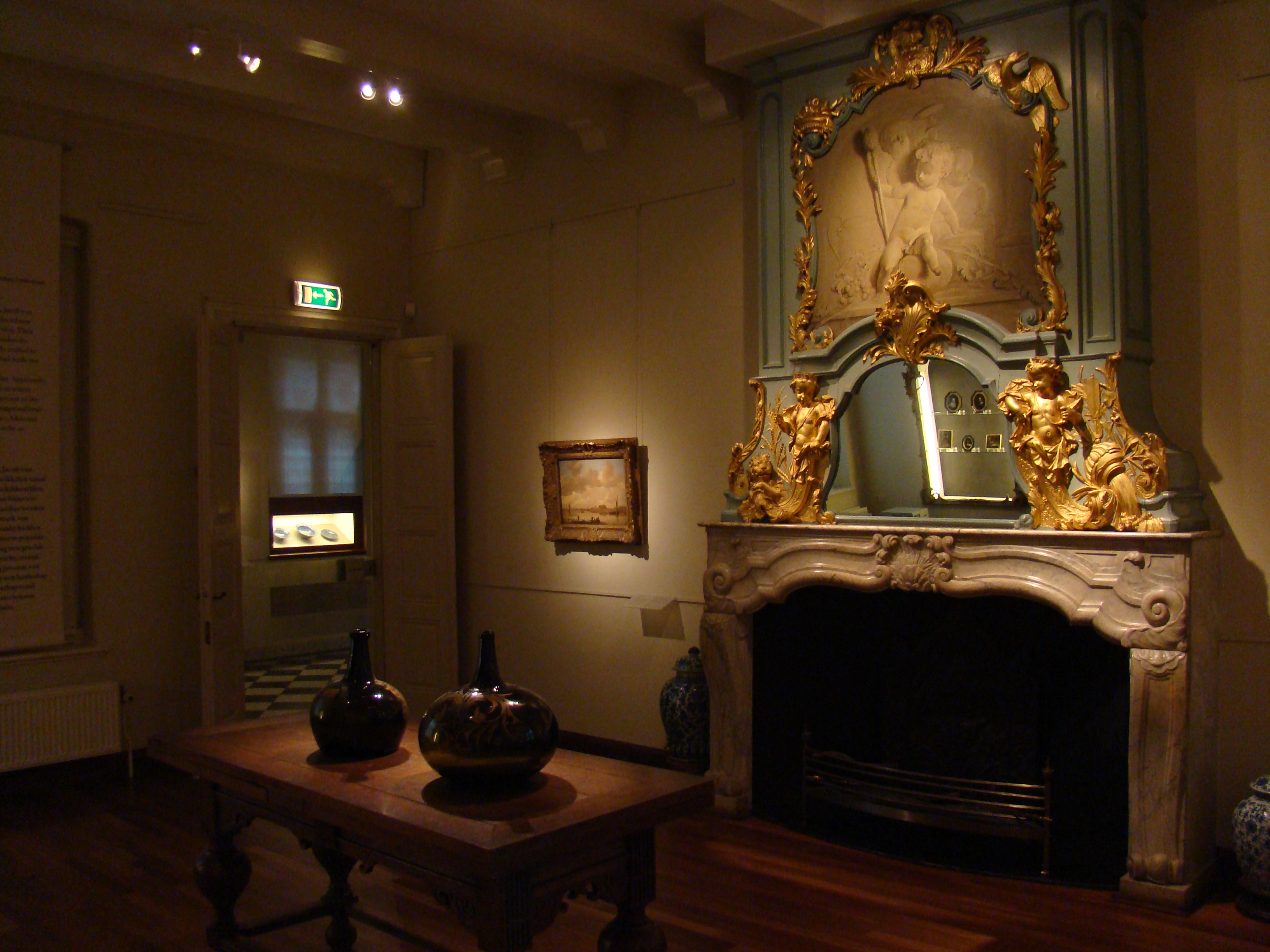

## Tentoonstellingen (selectie)
- Koortsdroom. Versmelting van mens en dier, 17 november 2023 t/m 3 maart 2024
- Blik op Haarlem. Ruisdael – Berckheyde – Van Goyen, 22 september 2023 t/m 7 januari 2024
- PINK de Thierry - leven in kunst, 7 juli t/m  29 oktober 2023
- The Rhythm of the Night, 11 november 2022 t/m 10 april 2023
- Nieuwkomers. Vlaamse kunstenaars in Haarlem 1580-1630, 30 september 2022 t/m 8 januari 2023
- Thuis bij Jordaens, 15 oktober 2021 t/m 8 mei 2022
- Who is she?, 25 juni t/m 29 december 2021
- Barbaren & Wijsgeren, 25 maart t/m 20 augustus 2017
- Jan van Scorel. Een hemelse ontdekking, 14 november 2015 t/m 13 maart 2016
- Frans Hals. Oog in oog met Rembrandt, Rubens en Titiaan, 23 maart t/m 28 juli 2013
- De Hollandse Michelangelo. Cornelis van Haarlem, 29 september 2012 t/m 20 januari 2013
- Judith Leyster, 19 december 2009 t/m 9 mei 2010
- Rembrandt, een jongensdroom, De collectie Kremer, 14 februari t/m 21 juni 2009

## Directeuren

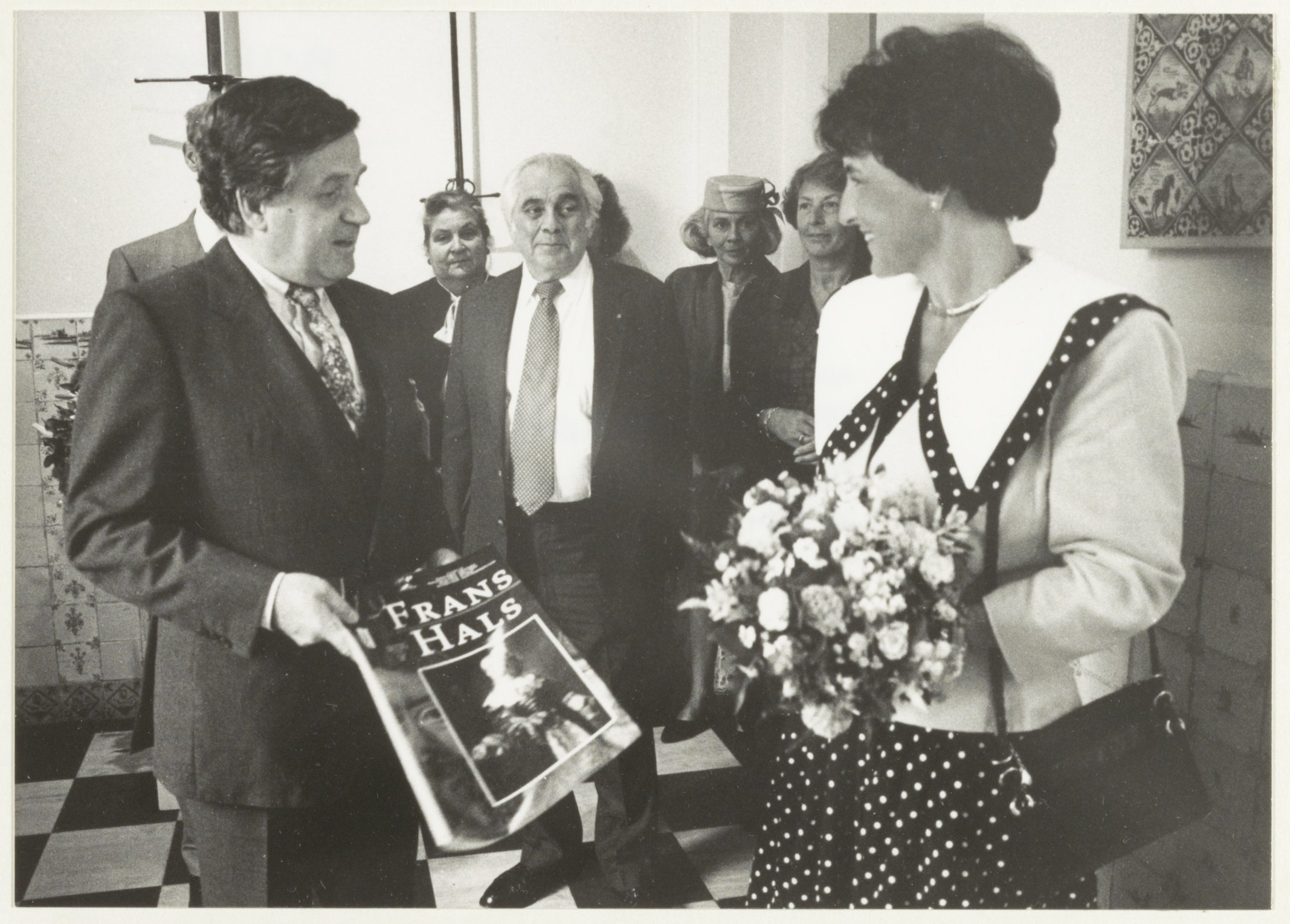
Directeur Derk Snoep met prinses Margriet in 1990

- 1912 - 1946 Gerard Gratama
- 1946 - 1972 H.P. Baard
- 1972 - 1983 Dick Couvée
- 1983 - 2000 Derk Snoep
- 2000 - 2013 Karel Schampers
- 2014 - 2022 Ann Demeester
- 2022 - heden Lidewij de Koekkoek